# Сікевич Володимир Васильович

Володи́мир Васи́льович Сіке́вич (23 серпня (5 вересня) 1870, Тараща, Київська губернія, Російська імперія — 27 липня 1952, Торонто, Онтаріо, Канада) — український військовий і політичний діяч; генерал-хорунжий армії Української Народної Республіки (генерал-поручник у еміграції), до того — полковник російської царської армії, посол УНР в Угорщині. Автор спогадів.

## Життєпис
Народився 23 серпня (5 вересня) 1870 р. в м. Тараща на Київщині, в родині Василя Милетєвича Сікевича — голови повітового дворянства та голови мирових суддів Таращанського повіту, статського радника, — та доньки професора Київської духовної Академії Данила Смолодовича — Наталії.

### Офіцер російської армії

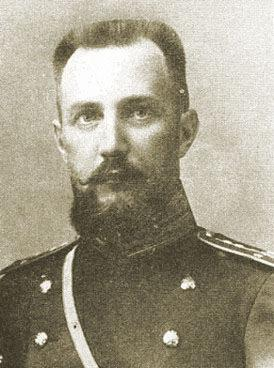
Володимир Сікевич, 1904 рік

Після закінчення 5-ти класів в 3-й Київській класичній гімназії, з 15 жовтня 1888 року — на службі в російській армії, — однорічником 2-го розряду 131-го піхотного Тираспольського полку (м. Київ).
Військову освіту здобув у Київському піхотному юнкерському училищі (1893), вийшовши підпрапорщиком, командиром взводу, до 16-го піхотного Ладозького полку (м. Ломжа). В січні 1894 року одержав перший офіцерский чин підпоручника, згодом був підвищений в чині до поручника. Був ад'ютантом командира батальйону, командиром роти, помічником командира батальйону, з січня 1910 року — командиром учбової команди полку.
Навесні 1901 р. одружився з Вандою Косьмінською, донькою полковника 15-го піхотного Шліссельбурзького полку Владислава Косьмінського.
Участі в російсько-японській війні 1904–1905 не брав. У березні 1907 р. отримав орден Станіслава 3-го класу.
28 жовтня 1908 р. штабс-капітана Сікевича було підвищено до рангу капітана.
У роки Першої світової війни — на Південно-Західному фронті. Воював у складі 16-го піхотного Ладозького полку на чолі 16-ї роти. З 16 серпня по 18 жовтня 1914 року тимчасово виконував обов'язки командира 4-го батальйону.
06 листопада 1914 р. був контужений, а 07 листопада 1914 р. — поранений. 02 січня 1915 р. — вдруге поранений.
15 травня 1915 р. — повернувся зі шпиталю, був призначений на посаду начальника господарчої частини полку та підвищений в чині до підполковника.
З 27 вересня 1916 — полковник.
З 27 березня 1917 — командир 266-го піхотного Пореченського полку.
З 03 травня 1917 — командир 6-го запасного піхотного полку.
З 03 серпня 1917 — помічник командира 36-ї запасної піхотної бригади.
Був нагороджений російськими орденами Святої Анни (2-го ступеня з мечами, 3-го ступеня, 4-го ступеня з написом "За хоробрість" — Аннінською зброєю), Святого Станіслава (2-го ступеня з мечами, 3-го ступеня) та ювілейними медалями.

### Воєначальник української армії
В українській армії — з листопада 1917 року.
В листопаді 1917 року українізував 6-й запасний піхотний полк.
На початку 1918 — старшина створеного Симоном Петлюрою Гайдамацького коша Слобідської України.
Брав участь у боях з більшовицькими військами під командуванням М. Муравйова за Київ.
У березні 1918 року призначений командиром 3-го Гайдамацького полку, який входив до складу Окремої Запорізької дивізії Армії УНР, визволяв від більшовиків Лубни, Конотоп, Полтаву, Харків.
З 2 квітня 1918 року за сумісництвом очолив  Слов'янську групу Окремої Запорізької дивізії Армії УНР у складі трьох піхотних, гарматного та інженерного полків, яка мала завдання звільнити Донбас. 15 квітня війська під його командуванням зайняли Барвінкове, згодом здобули Слов'янськ, Бахмут, Костянтинівку, Микитівку, Колпаків. Наприкінці квітня частини групи вийшли на кордон з Радянською Росією.
З 02 червня 1918 р. — начальник Окремої Запорізької дивізії Армії Української Держави.
З 10 липня 1918 р. — командир 31-го (згодом — 23-го) пішого Черкаського полку Армії Української Держави.
У період Гетьманату військові частини під командуванням полковника Сікевича охороняли східний кордон України.
Був призначений заступником голови Військово-санітарної місії у справах українців-військовополонених у Європі.
З 02 лютого 1919 року генерал Сікевич виїхав до Австрії, де як військовий аташе очолював репатріаційну комісію та водночас формував з колишніх військовополонених підрозділи для Армії УНР. З 25 лютого 1919 р. — представник Українського Червоного Хреста та комісії у справах військовополонених в Угорщині.
З 2 грудня 1920 року — офіційний і повноважний посол УНР в Угорщині.
Наказом по Війську УНР від 28 серпня 1922 року полковника Сікевича було підвищено до рангу генерал-хорунжого.

### Життя за кордоном
01 травня 1924 р. після ліквідації українського дипломатичного представництва в Угорщині з наказу С. Петлюри виїхав делегатом УНР до Канади, оселився у Торонто.
Був організатором і керівником управ ветеранських організацій вояків Армії УНР, головою Ради Хреста Симона Петлюри.
В Канаді очолював антибільшовицький рух. Був видатним політичним діячем, його називали «Український Лев». На зустрічі з королевою Єлизаветою та королем Георгом представляв українських вояків. На ювілей Сікевича приїхало 2,5 тисячі гостей.
27 липня 1952 р. 82-річний генерал Сікевич пішов із життя. За поховання свого Почесного голови взялася Українська стрілецька громада, на похорони прибуло 3,5 тисячі людей, похорони тривали п’ять днів. Тіло генерала було перевезено до аудиторії УНО для прощання. Біля труни, на яку було покладено прапори України і Канади, нагороди й шаблю генерала, вишикувалася почесна варта: члени УСГ, Братства Карпатських Січовиків, Українського відділу Канадського Легіону, Союзу колишніх Українських вояків і Станиці УПА.
Вся англомовна торонтська преса опублікувала некрологи. Після похоронних богослужінь та панахид у всіх торонтських церквах 2 серпня похоронна процесія вирушила до цвинтаря «Проспект». У похороні, який відбувався коштом українських громадянських і ветеранських організацій під проводом КУК, взяли участь, окрім торонтського громадянства, численні делегації з відділів УСГ та УНО зі східної Канади та делегат Взаємної Самопомічі з Вінніпегу п. Бабинець.
Над могилою до присутніх промовляли В. Гультяй, генерал М. Садовський, А. Лазаревич. «Це був без сумніву найбільший український похорон, якого м. Торонто взагалі колись бачило. Заслуженому і популярному генералові прийшли віддати останню пошану всі українські громади, без розділу релігійного і партійного, чи територіального походження», — писала газета «Свобода».

## Сім'я і діти
Весною 1901 р. Володимир Сікевич одружився з донькою полковника 15-го Шліссельбурзького полку Владислава Косьмінського — Вандою. В них були діти Наталка та Леонід. Наталка стала дружиною полковника царської армії Жана Луї Морея де Морана (сина графині Марії Лемсдорф). Свідком у них на весіллі був князь Трубецький. Леонід одружився в Торонто з Кей Кларк. Всі вищезгадані особи померли та поховані в Канаді.

## Праці
- Сікевич — автор спогадів та низки публікацій з історії українських визвольних змагань.
- Сікевич В. Спогади «Сторінки із записної книжки» (1943–1951).

## Вшанування пам'яті
- 28 травня 2011 року у місті Київ (мікрорайон Оболонь) було відкрито пам'ятник старшинам Армії УНР — уродженцям Києва. Пам'ятник являє собою збільшену копію ордена «Хрест Симона Петлюри». Більш ніж двометровий «Хрест Симона Петлюри» встановлений на постаменті, на якому з чотирьох сторін світу закріплені меморіальні дошки з іменами 34 старшин Армії УНР та Української Держави, які були уродженцями Києва (імена яких вдалося встановити історикам). Серед іншого вигравіруване й ім'я Володимира Сікевича.
- 17 вересня 2014 року у місті Тараща був відкритий Пам'ятник уродженцям Таращанського краю - воїнам Армії УНР, героям перших визвольних змагань 1917-1921 років. Серед імен на пам'ятнику також згадано ім'я Сікевич Володимир Васильович.
- На честь нього названа Вулиця Володимира Сікевича у його рідному місті Тараща.
- На честь нього названа Громадська Організація "ПРАВОЗАХИСНИЙ ЦЕНТР ІМЕНІ ГЕНЕРАЛА УНР ВОЛОДИМИРА СІКЕВИЧА".
- У 2018 році Олексієм Бешулею було видано книгу «1918. Донецький бліцкриг. Володимир Сікевич»
- 4 листопада 2021 року у місті Києві вулицю Молодогвардійську було перейменовано на честь Володимира Сікевича.[3]
- 2024 року у місті Дружківка вулицю Леваневського перейменували на вулицю Генерала Сікевича.
- 9 травня 2024 року у селищі Мирне Слов'янської міської громади вулицю Курську було перейменовано на честь Генерала Сікевича.

## Цікаві факти
1937 (за іншою версією — 1939) року Володимир Сікевич зіграв роль хорунжого у фільмі Василя Авраменка «Запорожець за Дунаєм»